# Páscoa et ses deux maris
Une esclave entre Angola, Brésil et Portugal au XVIIe siècle
Páscoa et ses deux maris. Une esclave entre Angola, Brésil et Portugal au XVIIe siècle est un ouvrage rédigé par Charlotte de Castelnau-L'Estoile et paru en 2019 aux PUF.
Ce livre de microhistoire présente l'histoire d'une esclave africaine, Páscoa, sur laquelle l'Inquisition portugaise a enquêté après avoir appris qu'elle a épousé un second mari alors que le premier est toujours vivant.

## Rédaction
Charlotte de Castelnau-L'Estoile fait des recherches sur le mariage des esclaves au XVIIe siècle lorsqu'elle trouve, dans les archives de l'Inquisition portugaise, un dossier particulièrement long sur une certaine Páscoa.
Les archives judiciaires servent déjà de précieuse source historiographique sur les vies des esclaves. Cependant, dans ce cas, ce qui attire Charlotte de Castelnau-L'Estoile est le caractère étonnant de l'affaire : l'Inquisition a enquêté pendant sept ans et mis beaucoup de moyens, avec huit traversées de documents à travers l'Atlantique et deux traversées pour Páscoa, alors qu'il semble s'agir d'une affaire banale.

## Contenu
En Angola, l'esclave Páscoa Vieira épouse un autre esclave, Aleixo. Le Portugais Luis Alvares Tavora fait sa connaissance. Deux ans plus tard, Páscoa est déportée au Brésil, où elle épouse un autre homme, Pedro. Cependant, Luis apprend que son cousin Fransisco est propriétaire de l'esclave, et qu'elle est désormais coupable de bigamie, puisqu'Aleixo est encore vivant.
L'Inquisition portugaise enquête, et Páscoa doit quitter le Brésil pour le Portugal. Le 12 novembre 1700, Páscoa comparaît alors devant l'Inquisiteur. Malgré sa situation d'esclave, elle se défend remarquablement face à l'Inquisition, et parvient à utiliser ses liens familiaux et l'ambiguïté de son premier mariage catholique pour cela. Elle est finalement condamnée à cinq ans de prison, mais libérée au bout de deux ans,,.

## Caractéristiques
Cet ouvrage se caractérise par la superposition d'une idée de microhistoire, centrée sur un individu en particulier, et de la recherche d'une histoire à l'envergure atlantique, presque d'une histoire globale, tout en présentant différentes échelles. Charlotte Castelnau-L'Estoile parle alors d'« histoire des circulations »,.
Bien que le livre repose totalement sur la source primaire que sont les archives de l'Inquisition, il invite à se détacher du regard subjectif et à lire entre les lignes pour comprendre plus que ce qui est écrit littéralement. En effet, l'historien possède dans ce genre de cas des objectifs différents des rédacteurs de ses sources,.

## Accueil
Selon Jean-Noël Jeanneney, cet ouvrage montre que la microhistoire peut être passionnante, d'autant plus qu'il se concentre sur une esclave, un type de personne ordinairement oublié par l'Histoire, et dont très peu de sources subsistent pour permettre la reconstitution d'une vie individuelle. Aussi, il trouve que Charlotte de Castelnau-L'Estoile parvient à rendre vivant une histoire habituellement vue comme abstraite.

## Distinctions
En 2020, Charlotte de Castelnau-L'Estoile obtient pour ce livre le premier Prix lycéen du livre d'histoire, puis le Prix du Sénat du livre d'histoire,.